# Nomadland
Nomadland er en amerikansk dramafilm fra 2020, skrevet, klippet, produceret og instrueret af Chloé Zhao. Filmen har Frances McDormand i hovedrollen som en kvinde der forlader sin hjemby Empire i Nevada, efter sin mands død og den eneste industri i byen lukker,
for at være "husløs" og rejse rundt i USA. Filmen har også David Strathaim i en birolle, sammen med de virkelige nomader Linda May, Swankie og Bob Wells som fiktive versioner af sig selv.
Filmen er baseret på bogen Nomadland: Surviving America in the Twenty-First Century af Jessica Bruder.
Filmen havde premiere den 11.september 2020 på Filmfestivalen i Venedig, hvor den vandt Guldløven. Den vandt også People's Choice Award ved Toronto Film Festival. Filmen får biografpremiere i Danmark den 6. maj 2021.
Filmen blev nomineret til seks Oscarstatuetter, hvor den vandt prisen for bedste film, bedste instruktør og bedste kvindelige hovedrolle.
Filmen vandt en Golden Globe for bedste film - drama og en for bedste instruktør